# Вулиця Сковороди (Мелітополь)
Вулиця Сковороди — вулиця в Мелітополі в історичному районі Новий Мелітополь. Йде від Польової вулиці на південь і закінчується на границі міста. Забудована приватними будинками.

## Назва
Вулиця названа на честь Григорія Сковороди — українського філософа і поета.

## Історія
Рішення про найменування проєктної вулиці датується 18 жовтня 1993 року. Одночасно була створена сусідня вулиця Котляревського.